# Discocytis
Discocytis is een geslacht van mosdiertjes uit de familie van de Cytididae en de orde Cyclostomatida. De wetenschappelijke naam ervan werd in 1854 voor het eerst geldig gepubliceerd door Alcide d'Orbigny.

## Soorten
- Discocytis californica Osburn, 1953
- Discocytis canadensis O'Donoghue & O'Donoghue, 1926